# Arisaema elephas
Arisaema elephas är en kallaväxtart som beskrevs av Samuel Buchet. Arisaema elephas ingår i släktet Arisaema och familjen kallaväxter. Inga underarter finns listade.